# Joan Mesué (el Vell)
Joan Mesué el Vell o, segons el seu nom àrab, Yuhanna ibn Massawayh (àrab: يوحنا بن ماسويه, Yūḥannā ibn Māsawayh) (Gundixapur, 777 – Samarra, 857) fou un famós metge d'expressió àrab durant l'edat d'or de l'islam.
Era fill d'un apotecari que exercia la seva professió a Bagdad, i després de fer sòlits estudis de literatura i filosofia, es dedicà a la medicina, tenint com a mestre Jabril ibn Bukhtixiu. Fou successivament, director de la primera escola de medicina privada a Bagdad i primer metge dels califes Harun ar-Raixid i al-Mutawàkkil, per ordre del qual feu traduir o traduí ell mateix gran nombre d'obres gregues, siríaques o perses. Va escriure tres grans tractats farmacèutics, que consistien en treballs sobre medicaments compostos, humors i receptes farmacèutiques que proporcionaven instruccions sobre com s'havien de preparar. A l'oest llatí, aquestes obres es publicaven normalment juntes sota el títol "Opera Medicinalia" i es dividien en "De simplicubus", "Grabadin" i "Canones universales". Encara que la influència de Māsawaiyh va ser tan significativa que els seus escrits es van convertir en la font més dominant d'escrits farmacèutics,
Se li atribueix el mètode d'empastar les dents amb or, segons es llegeix en l'Artzney Buchlein, l'obra més antiga sobre odontologia que es coneix, publicada anònimament el 1530. Emprava purgants amb molta prudència i també donava combinat amb aquests altres medicaments per atenuar ells seus efectes; havia fet profunds estudis vers la verola, que considerava com el producte d'una fermentació especial capaç de produir-se en tots els organismes humans.
Quant a les seves obres originals, passen de 40, però no en resten més que fragments i una de traduïda al llatí amb el títol d'Aphorismi Joannis Damasceni (Bolonya, 1489), que alguns atribueixen a Yahya ibn Sarafyun (Serapió el Vell).
D'altres obres seves se'n conserven les següents: 
- Farmacopea general;
- Grans pandectes de la Medicina;
- Tractat d'Anatomia;
- Comentari de les Grans Pandectes;
- Tractat del milloraments de les races ovines;
- Escrúpols del metge.

## Aclariment
Molts historiadors li atribueixen ser el pare de Mesué el Jove, fet que sembla impossible, ja que entre la vida d'un i altre hi ha més de 150 anys de diferència. La seva identitat exacta encara no està clara.